# Lorenz Hartung
Lorenz Hartung (* 1858 in Neumorschen (Schwalm-Eder-Kreis); † 20. Dezember 1903 ebenda) war ein deutscher Kommunalpolitiker und Abgeordneter des Provinziallandtages der preußischen Provinz Hessen-Nassau.

## Leben
Lorenz Hartung war der Sohn des gleichnamigen Gutsbesitzers und dessen Ehefrau Wilhelmine Schäfer.
Er übernahm den elterlichen Gutshof und war in seinem Heimatdorf Bürgermeister, als er 1903 in indirekter Wahl einen Sitz im Kurhessischen Kommunallandtag des Regierungsbezirks Kassel erhielt. Aus dessen Mitte wurde er zum Abgeordneten des Provinziallandtages der Provinz Hesse-Nassau bestimmt, wo er der Nachfolger des Abgeordneten Franz Arnold Sinning war.